# Satyrium polingi
Satyrium polingi is een vlinder uit de familie van de Lycaenidae. De wetenschappelijke naam van de soort werd in 1926 gepubliceerd door Barnes & Benjamin.